# Морочь
Морочь — река в Минской области Белоруссии, правый приток Случи. Длина реки — 150 км, площадь водосборного бассейна — 2030 или 2300 км², среднегодовой расход в устье — 8,7 м³/с. Истоки реки находятся на Копыльской гряде около деревни Вошкаты Копыльского района, далее река протекает по Центральноберезинской равнине и Припятскому Полесью, впадая в Случь около деревни Морочь. В верхнем течении называется Копанка. Протекает по территории Слуцкого, Клецкого и Солигорского районов.

## Происхождение названия
Согласно В. Н. Топорову и О. Н. Трубачеву, название реки Морочь имеет балтское происхождение. Сравнивается с лит. Merkys (река), Merk-ežeris (озеро) др.-прусск. Merkyn. Связано с лит., лтш. merka «сильный дождь; место для замачивания льна».

## Описание
Водосбор (2030 км²) в верхней части волнистый, в нижней — плоский. Долина преимущественно неясно выраженная, в некоторых местах ширина 4—8 м. Русло в верхнем течении канализировано.
Основные притоки: Вдова, Мажа (справа), Волка, Вызенка, канава Моринская (слева).
На реке расположено Краснослободское водохранилище. На весенний период приходится 63 %, летне-осенний — 23, зимний — 14 %, годового стока. Наивысший уровень половодья в конце марта, средняя высота над меженью 2,4 м, наибольшая 2,9 м. Замерзает в середине декабря, вскрывается в середине марта. Гидрологические наблюдения ведутся с 1925. Вблизи деревни Островок плотина.

## История
В 1921 год по реке прошла советско-польская граница, определённая Рижским мирным договором от 18 марта 1921 года, в результате которого территория Беларуси была поделена на 2 части, западные белорусские земли были включены в состав Польши. В их числе была часть Слуцкого уезда Минской области, то есть западная часть современного Солигорского района.